# Gustav Heuser
Gustav Heuser (* 15. Oktober 1817 in Herzkamp (heute zu Sprockhövel gehörig); † 8. Oktober 1846 in Berlin) war ein deutscher Komponist und Musikjournalist.

## Leben
Heuser war der Sohn eines Lehrers und besuchte das Elberfelder Gymnasium. Er gehörte dort zu den Jugendfreunden von Friedrich Engels. Am 18. März 1837 verließ er das Gymnasium, um am Königlichen Musik-Institut in Berlin zu studieren. Zugleich nahm er bei Adolf Bernhard Marx Kompositionsunterricht und galt schon bald als großes Talent.
1840 verfasste Engels für Heuser das Opernlibretto Cola di Rienzi, das Heuser jedoch nicht vertonte. Marx brachte am 3. August 1841 in der Berliner Universität Chorwerke Heusers zur Aufführung. Am 18. November 1841 wurde Heuser durch Marx an Robert Schumann empfohlen. Er wandte sich noch am selben Tag selbst an Schumann und schrieb in der Folge mehrere Aufsätze für dessen Neue Zeitschrift für Musik, in denen er grundlegende Fragen der zeitgenössischen Musik erörterte. Seine Hoffnung, Schumann könnte ihm auch bei der Veröffentlichung seiner Kompositionen behilflich sein, erfüllte sich hingegen nicht. Am 22. August 1844 stattete er Schumann in Leipzig einen persönlichen Besuch ab, bei dem vermutlich über seine weitere Mitarbeit für die Neue Zeitschrift für Musik gesprochen wurde. Noch in der Ausgabe vom 7. November 1846 wird „Hr. Gustav Heuser in Berlin“ ausdrücklich als „unser Mitarbeiter“ bezeichnet.
1846 sandte er mehrere musikalische Manuskripte an einen vermeintlichen Verleger namens Conrad Löffler, der bald darauf als Betrüger entlarvt wurde, denn Löffler ließ Heusers Werke in Wien unter seinem eigenen Namen aufführen: am 26. Juli drei Streichquartette und am 13. August im Theater an der Wien Heusers Ouverture triumphale, zusammen mit einer Sinfonie von August Conradi, die Löffler ebenfalls als sein eigenes Werk ausgab.
Zu denen, die auf Löffler hereinfielen, zählte auch Richard Wagner, der Löffler seine Opern Rienzi, Der fliegende Holländer und Tannhäuser zukommen ließ, in dem Glauben, Löffler würde sie veröffentlichen.
Am 19. September 1846 besuchte Heuser die Uraufführung von Michael Beers Struensee mit der Musik von Giacomo Meyerbeer und wurde am Tag darauf zum letzten Mal gesehen. Im Oktober wurde seine Leiche aus der Spree geborgen. Man vermutete, dass er freiwillig aus dem Leben schied, denn „Uhr und Börse hatte er in seiner Wohnung gelassen“.
In Elberfeld führte der dortige Organist und Musiklehrer August Weinbrenner am 16. März 1850 eine „Fest-Ouvertüre (Manuscript)“ des „genialen, leider allzufrüh hinübergegangenen G. Heuser“ auf – wohl dessen Ouverture triomphale.

## Kompositionen (Auswahl)
- op. 1: Lieder eines Lebendigen nach Texten von Georg Herwegh für Bass und Klavier, Zürich: Robert Geyser, 1843
- op. 2: Geburtstags- und Weihnachtsmusik für Sopran, Alt, Tenor und Bass mit Begleitung des Pianoforte und sechs Kinderinstrumenten (Kuckuck, Trompete, Trommel, Knarre, Becken, Waldteufel), nach einem Text von M. Wolff, Berlin: Schlesinger, 1844
- Ouverture triomphale, um 1846
- Drei Streichquartette, um 1846

## Schriften (Auswahl)
- Welche praktischen Resultate sind von der neuen Compositionslehre, der alten Theorie gegenüber, zu erwarten?, in: Neue Zeitschrift für Musik, Band 15, Nr. 51 vom 24. Dezember 1841, S. 201f.
- Das moderne Pianoforte, in: Neue Zeitschrift für Musik, Band 17, Nr. 49 vom 16. Dezember 1842, S. 199–202; Nr. 50 vom 20. Dezember 1842, S. 203–205; Nr. 51 vom 23. Dezember 1842, S. 207–210 und Nr. 52 vom 27. Dezember 1842, S. 211–214
- Oratorium und Oper, in: Neue Zeitschrift für Musik, Band 21, Nr. 41 vom 18. November 1844, S. 161f; Nr. 45 vom 2. Dezember 1844, S. 177f.; Nr. 46 vom 5. Dezember 1844, S. 181f.; Nr. 47 vom 9. Dezember 1844, S. 185f.; Nr. 48 vom 12. Dezember 189f.; Nr. 49 vom 16. Dezember 1844, S. 193f.; Nr. 50 vom 19. Dezember 1844, S. 197f. und Nr. 52 vom 26. Dezember 1844, S. 206f.